# Pilistvere kyrka
Pilistvere kyrka (på estniska Pilistvere kirik) är en stenkyrka som ligger i byn Pilistvere i kommunen Kõo vald i landskapet Viljandimaa, Estland.

## Kyrkobyggnaden
Tidigaste dokumentationen av att en präst funnits i Pilistvere är från år 1234.
Stenkyrkan uppfördes under senare delen av 1200-talet. Kyrkan består av långhus med smalare kor i öster samt torn i väster. Kyrkorummet har takvalv. Kyrkan förstördes vid flera tillfällen under 1600-talet och 1700-talet. En stor återuppbyggnad ägde rum år 1762. Tornspiran från 1856 förstördes 1905 men återuppbyggdes 1990.

## Inventarier
- Predikstolen i barockstil är tillverkad 1686 av Thomas Öhman.
- Altartavlan "Kristus på korset" är målad 1901 av Sally von Kügelen.

## Bildgalleri

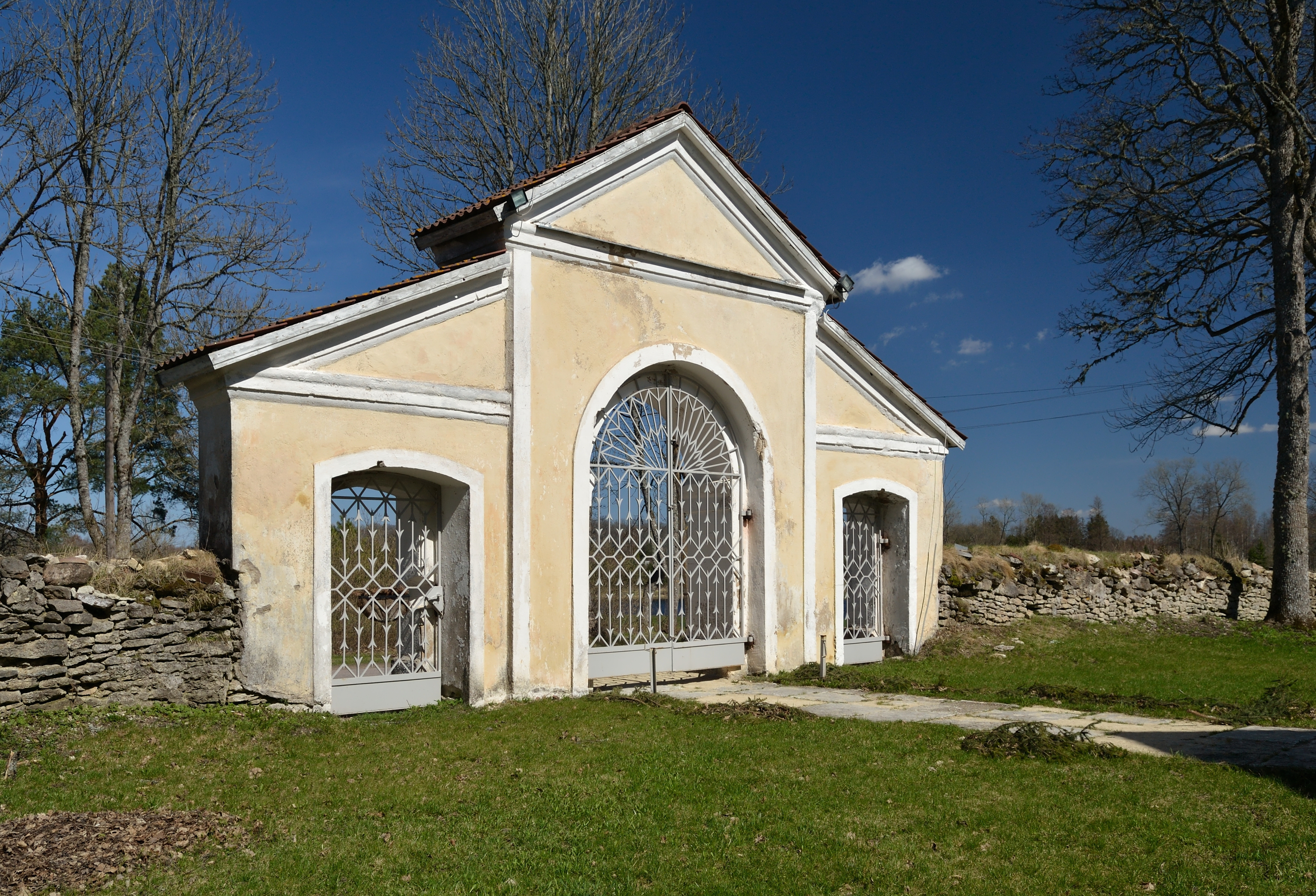
Entre till kyrkogården
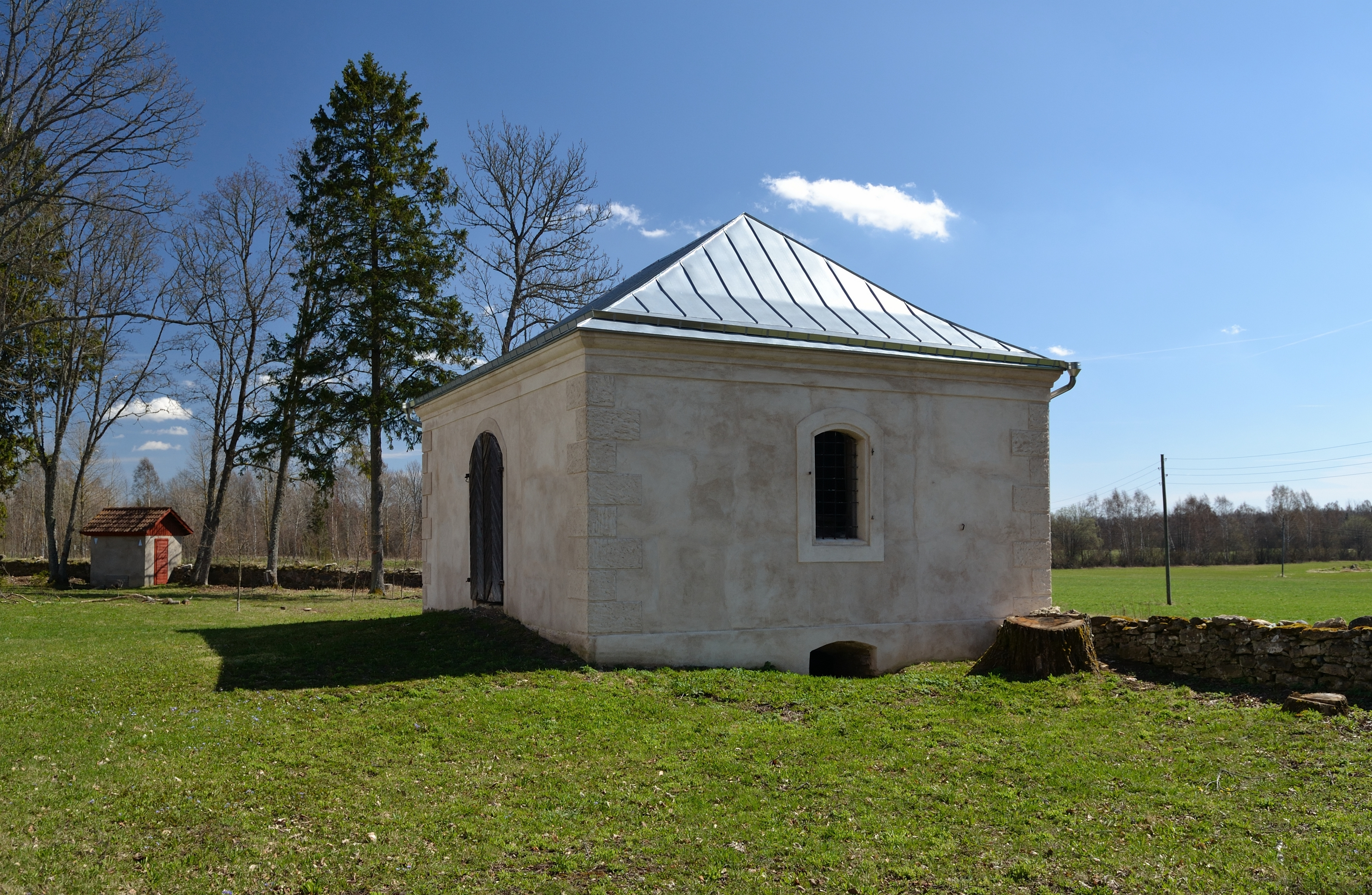
Kapell på kyrkogården